# Elle Logan
Elle Logan (nascuda el 27 de desembre de 1987 a Portland, Maine) és una remadora estatunidenca. Logan va competir als Jocs Olímpics de Pequín 2008 i va resultar ser guanyadora d'una medalla d'or en els vuit amb timoner. Actualment Logan estudia a la Universitat Stanford.

## Resultats
A l'edat de 21 anys, Elle Logan va fer el seu debut olímpic a Pequín, remant en vuits femení. Malgrat pertànyer a l'equip d'All-PAC-10 Conference i l'All-American, el 2007 Logan per primera vegada va entrar a l'equip nacional. En la Copa Mundial de Rem de 2008, Logan va guanyar una medalla de bronze a Lucerna, i va quedar en segon lloc en les proves de dobles.